# Richard Ronald Burns
Pour les articles homonymes, voir Burns.
Cet article possède un paronyme, voir Richard Burns.
Richard Ronald Burns (29 janvier 1874-14 juin 1950) est un homme politique canadien de la Colombie-Britannique. Il est député provincial de la libéral des circonscriptions britanno-colombiennes de Rossland-Trail de 1933 à 1941,.